# Ovidijus Verbickas
Ovidijus Verbickas (Ukmergė, 4 de julio de 1993) es un futbolista lituano que juega en la demarcación de centrocampista en el FC Žalgiris de la A Lyga.

## Selección nacional
Tras jugar con la selección de fútbol sub-17 de Lituania, la sub-19 y la sub-21 finalmente debutó con la selección absoluta el 26 de marzo de 2016. Lo hizo en un partido amistoso contra Rusia que finalizó con un resultado de 3-0 a favor del combinado ruso tras los goles de Fiódor Smólov, Aleksandr Golovín y de Denís Glushakov.

### Goles internacionales
| # | Fecha               | Estadio                                              | Oponente | Gol | Resultado | Competición |
| - | ------------------- | ---------------------------------------------------- | -------- | --- | --------- | ----------- |
| 1 | 27 de marzo de 2018 | Estadio Republicano Vazgen Sargsyan, Ereván, Armenia | Armenia  | 0-1 | 0-1       | Amistoso    |

## Clubes
| Club                       | País       | Año       | Partidos | Goles |
| -------------------------- | ---------- | --------- | -------- | ----- |
| FC Zenit-2 San Petersburgo | Rusia      | 2012-2014 | 53       | 0     |
| FK Atlantas                | Lituania   | 2014      | 33       | 7     |
| Marbella F. C.             | España     | 2014-2015 | 4        | 0     |
| FK Atlantas                | Lituania   | 2015-2017 | 57       | 13    |
| FK Sūduva                  | Lituania   | 2017-2020 | 105      | 19    |
| FC Taraz                   | Kazajistán | 2020-2021 | 14       | 0     |
| FC Žalgiris                | Lituania   | 2021-     | 158      | 11    |

## Palmarés

### Campeonatos nacionales
| Título                | Club        | País     | Año  |
| --------------------- | ----------- | -------- | ---- |
| A Lyga                | FK Sūduva   | Lituania | 2017 |
| A Lyga                | FK Sūduva   | Lituania | 2018 |
| Supercopa de Lituania | FK Sūduva   | Lituania | 2018 |
| Supercopa de Lituania | FK Sūduva   | Lituania | 2019 |
| Copa de Lituania      | FK Sūduva   | Lituania | 2019 |
| A Lyga                | FK Sūduva   | Lituania | 2019 |
| Copa de Lituania      | FC Žalgiris | Lituania | 2021 |
| A Lyga                | FC Žalgiris | Lituania | 2021 |
| Copa de Lituania      | FC Žalgiris | Lituania | 2022 |
| A Lyga                | FC Žalgiris | Lituania | 2022 |
| Supercopa de Lituania | FC Žalgiris | Lituania | 2023 |
| A Lyga                | FC Žalgiris | Lituania | 2024 |